# Stearan hořečnatý
Stearan hořečnatý (též stearát hořečnatý; systematický název je hořečnatá sůl kyseliny oktadekanové) je organická sloučenina s chemickým vzorcem Mg(C18H35O2)2. Jedná se o sůl obsahující dva ekvivalenty stearátu (aniont kyseliny stearové) a jeden hořečnatý kationt (Mg2+). Stearan hořečnatý je bílá pevná látka tající při 88 °C, nerozpustná ve vodě a všeobecně považovaná za bezpečnou pro konzumaci člověkem. Díky této široce uznávané neškodnosti se často používá jako excipient při výrobě lékových tablet, tobolek a prášků. Je užitečný i díky svým lubrikačním vlastnostem, protože zabraňuje složkám přípravků lepit se na výrobní zařízení při lisování do podoby tablet; je nejčastěji používaným lubrikantem pro tyto účely. Používá se také k vázání cukru v tvrdých cukrovinkách a je běžnou složkou přípravků pro děti. Jako potravinářská přísada má kód E 572. V čisté práškové formě je nebezpečný pro riziko výbuchu prachu, ale mimo výrobní závody není praktické riziko příliš vysoké.
Při použití jako plnivo při výrobě tobolek a tablet, například vitamínů, je zdrojem této látky obvykle hovězí tuk. Avšak existuje čím dál více výrobků pro vegetariány, u kterých je uvedeno, že obsahují stearan hořečnatý z rostlinných zdrojů.
Stearan hořečnatý je hlavní složkou „vanových kol“. Při použití mýdla ve tvrdé vodě tvoří stearan hořečnatý a vápenatý bílou pevnou látku nerozpustnou ve vodě.